# 斯大林格勒战役广场

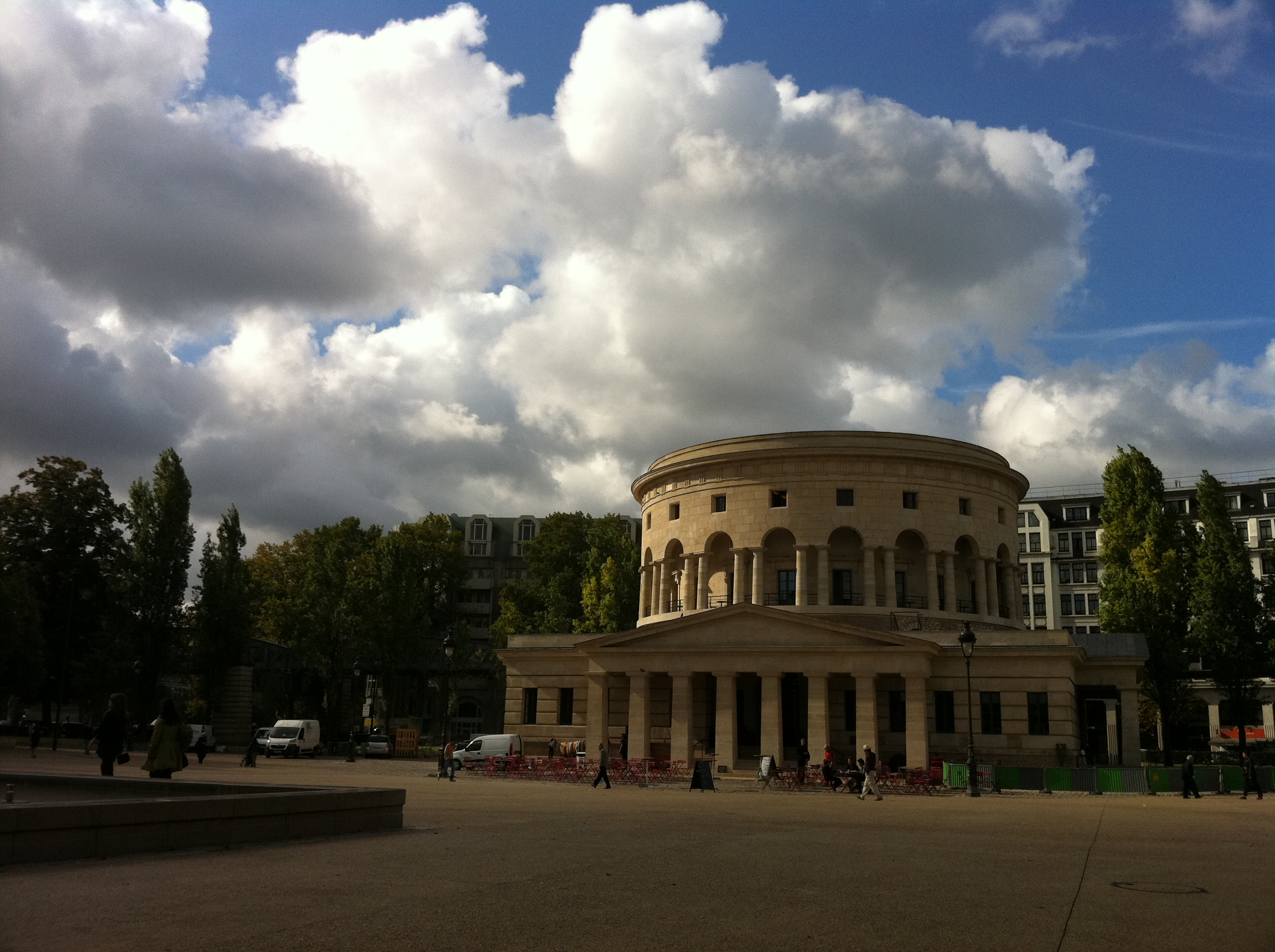
斯大林格勒战役广场

斯大林格勒战役广场（Place de la Bataille-de-Stalingrad）是巴黎十九区的一个广场，得名于第二次世界大战的主要战役之一斯大林格勒战役。该广场坐落于烏爾克運河和圣马丁运河的交汇处。

## 历史
该广场原是拉维莱特大道的一部分，1945年开辟广场，名为“斯大林格勒广场”（Place de Stalingrad），作为一个巴士总站。1993年重新命名为斯大林格勒战役广场，2006年，在拉维莱特港池周围进行了全面翻修。今天，它是一个步行广场，设有两间餐厅和一个中央喷泉。
48°53′01″N 2°22′12″E / 48.88361°N 2.37000°E